# Michael Graziadei
 Michael Graziadei   (n. 22 septembrie 1979, Germania) este un actor american.  Este cel mai cunoscut pentru rolul lui Daniel Romalotti în seria dramatică soap de pe CBS, The Young and the Restless (Tânăr și neliniștit).

## Filmografie

### Film
| An   | Titlu                     | Rol           | Note            |
| ---- | ------------------------- | ------------- | --------------- |
| 2007 | Boogeyman 2               | Darren        |                 |
| 2009 | Into the Blue 2: The Reef | Mace          | Direct to video |
| 2009 | The Outside               | Ned Blakey    |                 |
| 2011 | Halfway to a Blackout     | Chas Knopfler | Short film      |
| 2012 | Transspecular             | Bobby Brovado | Short film      |
| 2013 | The Blackout              | Chas Knopfler |                 |

### Televiziune
| An            | Titlu                               | Rol                               | Note |
| ------------- | ----------------------------------- | --------------------------------- | --- |
| 2004          | Grounded for Life                   | College Guy                       | Episode: "Communication Breakdown" |
| 2004–13, 2016 | The Young and the Restless          | Daniel Romalotti                  | Role held: 10 mai 2004 – 3 ianuarie 2013; July 30 – 2 august 2013, 1 septembrie 2016 Nominated – Soap Opera Digest Award for Outstanding Male Newcomer Nominated – Daytime Emmy Award for Outstanding Younger Actor in a Drama Series (2005, 2006) |
| 2004          | NCIS                                | Chuck                             | Episode: "Split Decision" |
| 2008          | Criminal Minds                      | Steven                            | Episode: "In Heat" |
| 2008          | The Cleaner                         | Aaron                             | Episode: "Pilot" |
| 2008          | 90210                               | Eric                              | 3 episodes |
| 2009          | Castle                              | Brent Johnson                     | Episode: "Nanny McDead" |
| 2009          | Crash                               | Gavin Buckley                     | 3 episodes |
| 2010          | CSI: NY                             | Keith Borgese                     | Episode: "Sanguine Love" |
| 2010          | Saving Grace                        | Kaz                               | Episode: "Let's Talk" |
| 2010          | Miami Medical                       | Scott                             | Episode: "Golden Hour" |
| 2010          | Ghost Whisperer                     | Kyle/Seth                         | Episode: "Dead Ringer" |
| 2010          | CSI: Crime Scene Investigation      | Kurt Francis                      | Episode: "Blood Moon" |
| 2011          | Necessary Roughness                 | Tyler Paxton                      | Episode: "Dream On" |
| 2011          | American Horror Story: Murder House | Travis Wanderley                  | 5 episodes |
| 2012          | The Secret Circle                   | Callum                            | 5 episodes |
| 2012          | The Mob Doctor                      | Louis                             | Episode: "Confessions" |
| 2013          | Justified                           | Mason Goines                      | Episode: "Truth and Consequences" |
| 2013          | The Client List                     | Bobby                             | Episode: "Unanswered Prayers" |
| 2013          | Longmire                            | Richard Montero                   | Episode: "Sound and Fury" |
| 2013          | Agents of S.H.I.E.L.D.              | Jakob Nystrom                     | Episode: "The Well" |
| 2014          | Grimm                               | Ken                               | Episode: "My Fair Wesen" |
| 2014          | The Lottery                         | Kyle Walker                       | Lead role; 10 episodes |
| 2015          | Kingdom                             | Drew Parker                       | 3 episodes |
| 2016          | Good Girls Revolt                   | Gregory                           | 5 episodes |
| 2017          | APB                                 | James Kilton                      | Episode: "Hate of Comrades" |
| 2018          | Magnum P.I.                         | Tara's ex-boyfriend and kidnapper | Episode 3: “The Woman Who Never Died” |
| 2019          | True Detective                      | Dan O'Brien                       | Season 3 |